# Дель Торо, Бенисио
Бенисио Монсеррате Рафаэль дель Торо Санчес (исп. Benicio Monserrate Rafael del Toro Sánchez, род. 19 февраля 1967, Сан-Херман, Пуэрто-Рико) — пуэрто-риканский актёр.

## Биография
Бенисио дель Торо родился 19 февраля 1967 года в городе Сан-Хермане, в семье адвоката Густаво Адольфо дель Торо Бермудеса и Фаусты Санчес Ривера. У актёра есть брат по имени Густаво, он старше его на два года и в настоящее время работает детским онкологом на Манхэттене. У Бенисио есть каталонские корни со стороны отца и баскские со стороны матери. Также, по словам актёра, у него есть корни коренных американцев. У Бенисио есть родственные связи с пуэрто-риканским баскетболистом Карлосом Арройо, поп-певицей Ребекой Поус дель Торо и певцом Элесо дель Торо.
В детстве актёра называли «Худышка Бенни» и «Бено», он воспитывался католиком и учился в католической школе. Когда Бенисио было 9 лет, его мать умерла от последствий гепатита. В 12 отец отправил сына к родственникам в США в небольшой город Мерсербург в Пенсильвании, где Бенисио определили в местную школу-интернат. После школы по настоянию отца Бенисио дель Торо поступил в Университет Калифорнии в Сан-Диего, где изучал бизнес. Заинтересовавшись театром, бросил колледж и отправился в Нью-Йорк, где поступил в школу драматического искусства Circle In The Square. Учёба в Нью-Йорке по каким-то причинам не задалась, и Бенисио уехал в Лос-Анджелес, где на протяжении трёх лет брал уроки у знаменитых театральных педагогов Стеллы Адлер и Артуро Мендосы.

## Карьера

### 1980-е и 1990-е
Во время учёбы дель Торо дебютировал на телевидении, получив в 1987 году небольшую роль в эпизоде популярного телесериала «Полиция Майами», и сыграл знаменитого наркобарона Рафаэля Каро Куинтеро в мини-сериале «Нарковойны». Также снялся в клипе Мадонны на песню «La Isla Bonita». Спустя год впервые снялся в кино в комедии «Коротышка — большая шишка». В 1989 году актёру предложили принять участие в новом фильме о приключениях Джеймса Бонда — «Лицензия на убийство», где он сыграл телохранителя главного злодея. В 1991 году последовала небольшая роль в режиссёрском дебюте Шона Пенна, драме «Бегущий индеец», и далее второстепенные роли в картинах «Бесплатные деньги», «Бесстрашный», «Фарфоровая луна» и «Среди акул».
Важным этапом в карьере Бенисио стало участие в криминальном триллере 1995 года «Подозрительные лица», за роль в котором он был удостоен премии «Независимый дух» за лучшую мужскую роль второго плана. В следующем году он снова был удостоен этой премии — на этот раз за фильм «Баския». В 1996 году актёр появился ещё в трёх картинах. Это были драма «Радостная поездка», криминальная драма «Похороны», где актёр сыграл гангстера Гаспара, и триллер Тони Скотта «Фанат», в котором партнёрами Дель Торо были Роберт де Ниро и Уэсли Снайпс. В 1997 году актриса Алисия Сильверстоун пригласила Бенисио сняться вместе в романтической комедии «Лишний багаж», которую сама же и продюсировала. Алисия Сильверстоун выбрала его после просмотра фильма «Подозрительные лица». Фильм провалился в прокате, однако о работе актёра критики отозвались положительно.
В 1998 году дель Торо вместе с Джонни Деппом снялся в экранизации знаменитого романа Хантера Томпсона — фильме «Страх и ненависть в Лас-Вегасе», — роль адвоката доктора Гонзо стала для актёра настоящим прорывом. Ради участия в проекте он набрал около двадцати килограммов, и в итоге «Страх и ненависть в Лас-Вегасе», режиссёром которого был Терри Гиллиам, стал одним из культовых фильмов 90-х.

### 2000-е
В 2000 году, после двухлетнего перерыва актёр снялся сразу в трёх знаковых фильмах. Первым стал триллер «Путь оружия», режиссёрский дебют сценариста Кристофера Маккуорри, который был сценаристом триллера «Подозрительные лица», затем последовала криминальная драма Стивена Содерберга «Траффик». Этот фильм, сюжет которого был построен на проблеме незаконного оборота наркотиков, был удостоен четырёх премий «Оскар» — и одну из них получил Дель Торо. Помимо этого за роль полицейского Хавьера Родригеса актёр был удостоен в общей сложности девятнадцати престижных наград и номинаций, в том числе премии BAFTA, «Золотой глобус» и приза за лучшую мужскую роль 51-го Берлинского кинофестиваля. И, наконец, третьим фильмом актёра этого года стала знаменитая гангстерская комедия Гая Ричи «Большой куш». В фильме Бенисио исполнил роль грабителя, у которого зависимость от азартных игр — Фрэнки Четыре Пальца.
Следующим заметным появлением актёра на киноэкране стало участие в картине его старого знакомого Шона Пенна «Обещание». В 2003 году вместе с Томми Ли Джонсом он снялся в триллере «Загнанный» и драме «21 грамм», за роль в последнем фильме, где помимо него снялись Шон Пенн и Наоми Уоттс, актёр получил награду Венецианского кинофестиваля плюс номинации на «Оскар» и премию BAFTA. 2005 год был не менее удачен для дель Торо — наряду с Брюсом Уиллисом, Микки Рурком, Клайвом Оуэном, Джессикой Альба и другими известными актёрами он принял участие в чёрно-белом триллере «Город грехов», блестящей стилизованной экранизации графических романов Фрэнка Миллера. В 2007 году Дель Торо вместе с Хэлли Берри принял участие в съёмках драмы «То, что мы потеряли».
В 2008 году получил Приз за лучшую мужскую роль на Каннском кинофестивале за роль легендарного латиноамериканского революционера Эрнесто Че Гевары в биографическом фильме Стивена Содерберга «Че». Фильм состоит из двух частей: «Аргентинец», рассказывающий о кубинской революции, и «Герилья» — о деятельности Че Гевары после революции, вплоть до его смерти. Также актёр получил Премию «Гойя» за лучшую мужскую роль в 2009 году. Когда актёр Шон Пенн получал «Оскар» за фильм «Харви Милк», он сказал, что он очень удивлен и разочарован тем, что Бенисио дель Торо не был представлен ни в одной из номинаций. Для заключительных сцен фильма актёр сбросил около 16 кг, чтобы показать, насколько хуже становилось Че Геваре к концу своей жизни в джунглях Боливии.

### 2010-е
2010-е начались с того, что Бенисио сыграл Лоуренса Тэлбота в ремейке классического фильма 1941 года «Человек-волк». Действие из двадцатых годов перенесено в викторианскую эпоху. Актёр во время своего московского визита заявил: «Не следует пытаться чрезмерно интерпретировать „Человека-волка“ — это кино про монстров, и не более того». Вместе с ним в фильме сыграли Энтони Хопкинс, Эмили Блант и Хьюго Уивинг.
В 2011 году он был выбран лицом Кампари, став первым мужчиной, появившимся на обложке календаря.
Первой пробой себя в качестве режиссёра для дель Торо стало участие в 2012 году в съёмках фильма «Гавана, я люблю тебя». Фильм включает в себя семь различных историй, произошедших в кубинской столице Гаване. Каждую из истории снимал свой режиссёр. Бенисио снимал первую историю, названую «El Yuma» (Понедельник), рассказывающую о том, как молодой американский актёр Тедди Аткинс (Джош Хатчерсон) приезжает в Гавану на фестиваль кино. Фильм участвовал в программе «Особый взгляд» Каннского кинофестиваля 2012 года.
Также в этом году он принял предложение Оливера Стоуна сыграть в его новом криминальном триллере «Особо опасны», экранизации одноимённого романа Дона Уинслоу. В фильме он сыграл Ладо — жестокого вышибалу из мексиканского наркокартеля.
В 2012 году дель Торо сыграл главную роль в фильме «Джимми Пикар» французского режиссёра Арно Деплешена. Он перевоплотился в североамериканского индейца, прибывшего с фронтов Второй мировой войны с психосоматическим заболеванием. Фильм был отобран в основную конкурсную программу Каннского кинофестиваля 2013.
В июне 2013 года стало известно, что Бенисио присоединился к фильму «Стражи Галактики», где исполнил роль Коллекционера.
В 2014 году актёр снялся у Пола Томаса Андерсона в комедийной драме «Врождённый порок», наряду с Хоакином Фениксом, Джошем Бролином, Оуэном Уилсоном и Риз Уизерспун. Он сыграл адвоката и лучшего друга главного героя в исполнении Хоакина Феникса. Также актёр принял участие в фильме «Потерянный рай», где сыграл колумбийского наркобарона и террориста Пабло Эскобара. Помимо всего этого актёр был прикреплён к трём проектам: «Агент: Век 21-й», «Как проникает свет» и «Вне закона». В марте стало известно, что актёр присоединился к Фернандо Леону де Араноа и снялся в его новом фильме «Идеальный день». Главные герои картины — сотрудники гуманитарной миссии в зоне военного конфликта. У них разные взгляды на то дело, которым они занимаются, и страну, в которой оказались. Помимо Бенисио в съёмках приняли участие Мелани Тьерри, Ольга Куриленко и Тим Роббинс. Съёмки проводились на юге Испании в городе Гранада.
В 2015 году актёр снялся в фильме «Убийца» который был крайне высоко оценён мировой кинопрессой, вошёл в подавляющее большинство списков лучших фильмов года. В 2018 году вышла вторая часть, «Убийца 2: Против всех».

## Личная жизнь
В апреле 2011 года публицист[уточнить] дель Торо объявил, что актёр и актриса Кимберли Стюарт ожидают рождения ребёнка, хотя их отношения уже подошли к концу. 21 августа 2011 года у них родилась дочь, Делайла Женевьева Стюарт-дель Торо.
В 2011 году дель Торо получил испанское гражданство.

## Фильмография
| Год  |    | Русское название                                 | Оригинальное название                     | Роль                          |
| ---- | -- | ------------------------------------------------ | ----------------------------------------- | ----------------------------- |
| 1987 | с  | Полиция Майами (серия «Everybody's In Showbiz…») | Miami Vice                                | Пито                          |
| 1987 | с  | Частный сыщик                                    | Private Eye                               | в титрах не указан            |
| 1988 | ф  | Коротышка — большая шишка                        | Big Top Pee-wee                           | Дюк-собачья рожа              |
| 1989 | ф  | Лицензия на убийство                             | Licence to Kill                           | Дарио                         |
| 1990 | с  | Нарковойны                                       | Drug Wars: The Camarena Story             | Каро Куинтеро                 |
| 1991 | ф  | Бегущий индеец                                   | The Indian Runner                         | Мигель                        |
| 1992 | ф  | Христофор Колумб: Завоевание Америки             | Christopher Columbus: The Discovery       | Альваро Харана                |
| 1993 | ф  | Бесплатные деньги                                | Money for Nothing                         | Дино Палладино                |
| 1993 | ф  | Золотые яйца                                     | Huevos de oro                             | Боб, друг из Майами           |
| 1993 | ф  | Бесстрашный                                      | Fearless                                  | Мэнни Родриго                 |
| 1994 | ф  | Фарфоровая луна                                  | China Moon                                | Ламар Дикки                   |
| 1994 | ф  | Среди акул                                       | Swimming with Sharks                      | Рэкс                          |
| 1994 | с  | Байки из склепа (71 серия)                       | Tales from the Crypt                      | Билл                          |
| 1995 | ф  | Подозрительные лица                              | The Usual Suspects                        | Фрэд Фенстер                  |
| 1995 | с  | Падшие ангелы (10 серия)                         | Fallen Angels                             | Пако                          |
| 1996 | ф  | Баския                                           | Basquiat                                  | Бенни Дальмау                 |
| 1996 | ф  | Фанат                                            | The Fan                                   | Хуан Примо                    |
| 1996 | ф  | Похороны                                         | The Funeral                               | Гаспар                        |
| 1997 | ф  | Радостная поездка                                | Joyride                                   | детектив Лопез                |
| 1997 | ф  | Лишний багаж                                     | Excess Baggage                            | Винсент                       |
| 1998 | ф  | Страх и ненависть в Лас-Вегасе                   | Fear and Loathing in Las Vegas            | доктор Гонзо                  |
| 2000 | ф  | Большой куш                                      | Snatch                                    | Фрэнки-четыре пальца          |
| 2000 | ф  | Путь оружия                                      | The Way of the Gun                        | мистер Лонгбау                |
| 2000 | ф  | Траффик                                          | Traffic                                   | Хавьер Родригес               |
| 2001 | ф  | Обещание                                         | The Pledge                                | Тоби Джей Вадэнах             |
| 2003 | ф  | Загнанный                                        | The Hunted                                | Аарон Хэллэм                  |
| 2003 | ф  | 21 грамм                                         | 21 Grams                                  | Джек Джордан                  |
| 2005 | ф  | Город грехов                                     | Sin City                                  | Джек «Джеки-бой» Рафферти     |
| 2007 | ф  | То, что мы потеряли                              | Things We Lost in the Fire                | Джерри Санборн                |
| 2008 | ф  | Че                                               | Che                                       | Эрнесто Че Гевара             |
| 2010 | ф  | Где-то                                           | Somewhere                                 | камео                         |
| 2010 | ф  | Человек-волк                                     | The Wolfman                               | Лоуренс Тэлбот                |
| 2012 | ф  | Особо опасны                                     | Savages                                   | Ладо                          |
| 2012 | ф  | Гавана, я люблю тебя                             | 7 Days in Havana                          | Режиссёр                      |
| 2013 | ф  | Джимми Пикар                                     | Jimmy P: Psychotherapy of a Plains Indian | Джимми Пикар                  |
| 2013 | ф  | Тор 2: Царство тьмы                              | Thor: The Dark World                      | Танелиир Тиван / Коллекционер |
| 2014 | ф  | Стражи Галактики                                 | Guardians of the Galaxy                   | Танелиир Тиван / Коллекционер |
| 2014 | ф  | Потерянный рай                                   | Paradise Lost                             | Пабло Эскобар                 |
| 2014 | ф  | Врождённый порок                                 | Inherent Vice                             | Санчо Смилакс                 |
| 2015 | ф  | Идеальный день                                   | A Perfect Day                             | Мамбру                        |
| 2015 | мф | Маленький принц                                  | The Little Prince                         | Змея (озвучка)                |
| 2015 | ф  | Убийца                                           | Sicario                                   | Алехандро/ «Прокурор»         |
| 2017 | ф  | Звёздные войны: Последние джедаи                 | Star Wars. The last Jedi                  | Взломщик                      |
| 2018 | ф  | Мстители: Война бесконечности                    | Avengers: Infinity War                    | Танелиир Тиван / Коллекционер |
| 2018 | ф  | Убийца 2: Против всех                            | Sicario: Day of the Soldado               | Алехандро / «Прокурор»        |
| 2018 | с  | Побег из тюрьмы Даннемора                        | Escape at Dannemora                       | Ричард Мэтт                   |
| 2019 | ф  | Дора и затерянный город                          | Dora the Explorer                         | Свипер                        |
| 2021 | ф  | Без резких движений                              | No Sudden Move                            | Рональд Руссо                 |
| 2021 | мс | Что если…?                                       | What If...?                               | Танелиир Тиван / Коллекционер |
| 2021 | ф  | Французский вестник                              | The French Dispatch                       | Мозес Розенталер              |
| 2021 | ф  | Звёздный уикенд                                  | All-Star Weekend                          | доктор Филл                   |
| 2023 | ф  | Рептилии                                         | Reptile                                   | Николз                        |
| 2025 | ф  | Финикийская схема                                | The Phoenician Scheme                     | Анатоль «Жа-Жа» Корда         |
| 2025 | ф  | Битва за битвой                                  | One Battle After Another                  | Сэнсэй Серджио                |

## Награды и номинации
Перечислены основные награды и номинации. Полный список см. на IMDb.com

### Награды
- 2008 — премия Каннского кинофестиваля — лучшая мужская роль, за фильм «Че»
- 2003 — премия Венецианского кинофестиваля — приз зрительских симпатий, за фильм «21 грамм»
- 2001 — премия «Оскар» — лучшая мужская роль второго плана, за фильм «Траффик»
- 2001 — премия BAFTA — лучшая мужская роль второго плана, за фильм «Траффик»
- 2001 — премия Берлинского кинофестиваля — лучший актёр, за фильм «Траффик»
- 2001 — премия «Золотой глобус» — лучшая мужская роль второго плана, за фильм «Траффик»
- 1997 — премия «Независимый дух» — лучшая мужская роль второго плана, за фильм «Баския»
- 1996 — премия «Независимый дух» — лучшая мужская роль второго плана, за фильм «Подозрительные лица»
- 2001 — «Премия Гильдии киноактёров США» — лучшая мужская роль, за фильм «Траффик»
- 2009 — премия «Гойя» — лучшая мужская роль, за фильм «Че»
- 2014 — премия «Доностия» Сан-Себастьянского кинофестиваля за выдающиеся персональные достижения

### Номинации
- 2004 — премия «Оскар» — лучшая мужская роль второго плана, за фильм «21 грамм»
- 2004 — премия BAFTA — лучшая мужская роль второго плана, за фильм «21 грамм»
- 2004 — «Премия Гильдии киноактёров США» — лучшая мужская роль второго плана, за фильм «21 грамм»
- 2000 — кинопремия журнала «Empire» — лучший актёр, за фильм «Траффик»
- 1998 — кинопремия ALMA — выдающаяся индивидуальная работа, за фильм «Лишний багаж»
- 2002 — кинопремия ALMA — выдающаяся роль второго плана, за фильм «Обещание»
- 2006 — кинопремия ALMA — выдающаяся роль, за фильм «Город грехов»
- 2012 — кинопремия ALMA — любимый киноактер, за фильм «Особо опасны»
- 2012 — «Особый взгляд» Каннского кинофестиваля, за фильм «Гавана, я люблю тебя»
- 2016 — премия BAFTA — лучшая мужская роль второго плана, за фильм «Убийца»
- 2019 — премия Эмми — лучшая мужская роль в мини-сериале или телефильме, за сериал «Побег из тюрьмы Даннемора»